# João Carlos da Silva Costa
João Carlos da Silva Costa, conocido deportivamente como João Carlos (nacido el 15 de enero de 1956), es un exfutbolista brasileño y entrenador.
Dirigió en equipos como el Flamengo, Kashima Antlers, Atlético Paranaense, União São João, Nagoya Grampus Eight y Cerezo Osaka. Además entrenó a selecciones, la de Selección de fútbol sub-20 de Brasil.
João Carlos fue premiado como mejor entrenador de la J. League 1997.

## Clubes

### Como entrenador
| Club                                 | País           | Año         |
| ------------------------------------ | -------------- | ----------- |
| Al-Hilal                             | Arabia Saudita | 1989        |
| Flamengo                             | Brasil         | 1990 - 1993 |
| América                              | Brasil         | 1993 - 1995 |
| Kashima Antlers                      | Japón          | 1996 - 1998 |
| Atlético Paranaense                  | Brasil         | 1998        |
| Araçatuba                            | Brasil         | 1999        |
| União São João                       | Brasil         | 1999        |
| Selección de fútbol sub-20 de Brasil | Brasil         | 1999        |
| Nagoya Grampus Eight                 | Japón          | 1999 - 2001 |
| Cerezo Osaka                         | Japón          | 2001        |
| Flamengo                             | Brasil         | 2002        |
| Consadole Sapporo                    | Brasil         | 2003        |
| América                              | Brasil         | 2006        |
| Al-Ta'ee                             | Arabia Saudita | 2006        |
| Tupi                                 | Brasil         | 2007        |
| CRB                                  | Brasil         | 2008        |
| Tigres do Brasil                     | Brasil         | 2009        |